# Източна Б футболна група
Източна Б група е една от двете втори дивизии в българския футбол, създадени през сезон 2005/06. През сезон 2008/09 участие в групата взимат 16 отбора.

## История
От сезон 2005/06 БФС решава да раздели единната Б група, съставена от 16 отбора, на две по-малки групи от по 14 отбора. Всеки отбор играе по 13 мача като домакин и 13 като гост, като на края на всеки сезон в А група влиза първенецът на всяка от двете Б групи, а двата отбора, заели вторите места, играят бараж помежду си, за да определят кой от тях ще спечели третото място в елита. На 19 май 2008 г. е взето решение за увеличаване на участниците в двете групи от 14 на 16 отбора.
През сезон 2010/11 в двете Б групи (източна и западна) се състезават по 12 отбора като всеки отбор играе срещу всеки по 3 пъти, 2 от тях на разменено гостуване, а 1 според жребий.

## Отбори презсезон 2011/12
- Ботев Пловдив
- ПФК Добруджа (Добрич)
- ОФК Доростол (Силистра)
- ПФК Етър 1924
- ФК Любимец (Любимец)
- ПФК Несебър (Несебър)
- Нефтохимик
- ПФК Сливен (Сливен)
- Спартак (Варна)
- ПФК Черноморец (Поморие)